# Nahouri
Nahouri är en provins i Burkina Faso.   Den ligger i regionen Centre-Sud, i den centrala delen av landet, 130 km söder om huvudstaden Ouagadougou. Antalet invånare är 145 749. Huvudort är Pô.